# Recherches (revue)
Pour la revue scientifique, voir La Recherche (magazine).
Pour l’article homonyme, voir Recherche.
La revue Recherches fut fondée en 1965 par Félix Guattari pour lier entre eux par une revue, un local et un espace de rencontres, des groupes militants dans différents milieux du travail social : psychiatres, psychanalystes et infirmiers, enseignants et éducateurs spécialisés, architectes, médecins, chercheurs, étudiants, etc., réunis dans un vaste réseau nommé « FGERI » (Fédération des Groupes d'études et de recherches institutionnelles).

## Historique
La revue a publié les recherches d'une sorte de « coopérative de chercheurs » issus de ce réseau et travaillant dans différents domaines sociaux, le CERFI — Centre d'Études, de Recherche et de Formation institutionnelles. Le terme « institutionnel » fait référence au courant de « psychothérapie institutionnelle » créé pendant la guerre par des psychiatres d'avant-garde (François Tosquelles, Jean Oury…), et à la « pédagogie institutionnelle » qui en dérive (Fernand Oury). Ces praticiens considéraient que l'inconscient freudien n'était pas une notion réservée à la psychologie des individus susceptibles de faire une psychanalyse, mais un phénomène collectif traversant la totalité du champ de la société et de l'histoire. 

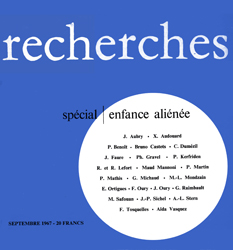
Revue Recherches no 7

Les chercheurs de la Fgeri et du Cerfi furent pour la plupart entraînés dans le tourbillon de mai 1968 et les mutations qui l'ont suivi dans les années 1970.
Les résultats des recherches furent publiés dans la revue Recherches mais aussi dans des livres publiés aux Éditions Recherches entre 1977 et 1982. Au cours de cette période la distinction entre « livre » et « revue » est souvent transgressée : le mot « revue » n’est souvent présent que pour signaler des recherches, des écritures, des curiosités singulières en rhizome. Aventure éditoriale elle-même singulière puisque les Éditions Recherches furent, à l’origine, une création du collectif qui produisait la Revue et non l’inverse. Le dernier numéro de la revue fut publié en 1983. Plusieurs sciences humaines et sociales sont concernées, bien que la méthode partagée par tous les auteurs fût transdisciplinaire : sociologie, architecture, aménagement urbain, équipements collectifs, pédagogie, petite enfance, psychiatrie, économie politique, histoire…
Depuis 1983, Florence Pétry assure la gestion matérielle du patrimoine de la revue et la direction éditoriale des Éditions Recherches.

## Anciens directeurs
- 1967-1970 : Liane Mozère
- 1970-1981 : Félix Guattari
- 1981-1983 : Liane Mozère